# Seleção da Récia de Futebol
A Seleção da Récia de Futebol representa o território da Récia (antiga região do Império Romano, hoje com partes de seu território situadas por Suíça, Itália, Alemanha, Liechtenstein e Áustria) nas competições de futebol e é controlada pela Associação de Futebol da Récia. Por não ser filiada à FIFA nem à UEFA, não pode disputar a Copa do Mundo nem a Eurocopa. A equipe, entretanto, é filiada à ConIFA.

## História
O primeiro jogo da Seleção da Récia foi em dezembro de 2011, quando enfrentou a seleção do Arquipélago de Chagos, que também disputava sua primeira partida oficial e perdeu  por 6 a 1. A maior derrota da equipe foi um 17 a 1 para a Ilha de Gozo, pertencente a Malta.
Jogou a Copa do Mundo VIVA de 2012, sendo eliminada em um grupo que tinha Zanzibar e Tamil Eelam, que também foi eliminado. Marco Dudler foi o autor do único gol da seleção no torneio. Participou também da Copa do Mundo ConIFA de 2016 e novamente caiu na primeira fase - em seu grupo, estavam também Chipre do Norte e Padânia.

## Cores
A Seleção da Récia utiliza o preto e o branco em seu uniforme titular, enquanto a combinação reserva é azul (camisa) e preto (usado em ambos). Em 2011 chegou a utilizar uma camisa marrom como uniforme alternativo.

## Torneios disputados

### VIVA World Cup
| Ano   | Fase           | Posição | V | E | D | GP | GC |
| ----- | -------------- | ------- | - | - | - | -- | -- |
| 2006  | Não disputou   |         |   |   |   |    |    |
| 2008  | Não disputou   |         |   |   |   |    |    |
| 2009  | Não disputou   |         |   |   |   |    |    |
| 2010  | Não disputou   |         |   |   |   |    |    |
| 2012  | Fase de grupos | 4       | 1 | 0 | 3 | 1  | 13 |
| Total | 1/5            | 4       | 1 | 0 | 3 | 1  | 13 |